# Lhota u Lysic
Lhota u Lysic är en ort i Tjeckien.   Den ligger i regionen Södra Mähren, i den östra delen av landet, 160 km öster om huvudstaden Prag. Lhota u Lysic ligger 531 meter över havet och antalet invånare är 128.
Terrängen runt Lhota u Lysic är kuperad åt nordväst, men åt sydost är den platt. Runt Lhota u Lysic är det ganska tätbefolkat, med 116 invånare per kvadratkilometer. Närmaste större samhälle är Blansko, 15,9 km sydost om Lhota u Lysic. I omgivningarna runt Lhota u Lysic växer i huvudsak blandskog.